# Hit (informática)
Hit é uma solicitação para um servidor da Web de um arquivo (como uma página da Web, imagem, JavaScript ou Folha de Estilo em Cascata). Também por ser uma espécie de contador estatístico de todos os sites da internet que acrescenta +1 cada vez que um arquivo é chamado pelo site.
Um dos grandes trunfos de um website é o acesso a estatísticas completas sobre as visitas ao site. Através dessas estatísticas é possível saber, com exatidão, o número de pessoas que visitaram o site, de onde o site foi acessado, quais são as páginas mais populares, etc. O problema é que as estatísticas de um site podem ser lidas de diversas maneiras e não é raro sites divulgando estatísticas falsas sobre o seu serviço, por não saberem interpretar corretamente as estatísticas.
Um dos termos mais usados para se medir estatística chama-se hit. Cada vez que um arquivo é chamado do seu site, ele gera um hit. Então, se você tem um arquivo HTML que chame cinco arquivos gráficos, esse documento, quando carregado, irá gerar seis hits (1 para a página HTML e 5 para os arquivos gráficos chamados). Dessa forma, a informação de quantos hits o seu site gera não serve para medir a audiência de seu site, já que um único documento carregado pode gerar inúmeros hits. Infelizmente, muitos sites divulgam as suas estatísticas em forma de hits, o que é um resultado completamente falso.
O termo mais famoso em estatísticas de sites chama-se pageview. Essa estatística indica quantas páginas HTML de seu site foram carregadas durante um determinado período de tempo. Ou seja, essa estatística conta o número de hits gerados apenas por arquivos do tipo HTML.
O número de pageviews é muito importante para sites baseados em publicidade, mas sua deficiência é não indicar quantas pessoas visitaram o site por mês, já que essa estatística indica apenas a quantidade de páginas que foram lidas por mês, e um mesmo visitante pode ler diversas páginas de um mesmo site.
A estatística mais correta para saber o número de visitantes de um site é o número de IPs diferentes que visitaram o site (visitantes originais) durante um determinado período de tempo. Através dela podemos saber quantas máquinas diferentes acessaram o site, dimensionando quantos visitantes diferentes acessaram o site.
Só que essa estatística possui duas falhas. Primeiro, como muitos visitantes acessam a Internet através de um provedor de acesso, o endereço IP do visitante varia a cada conexão. Com isso, um mesmo visitante pode gerar mais de um endereço IP para as estatísticas de seu site, contando como um visitante diferente a cada vez que ele entra em seu site. Segundo, a maior parte dos provedores usa um sistema chamado proxy, que acelera a navegação na Internet. Quando um servidor de proxy é usado, todos os usuários daquele provedor são vistos na Internet como tendo o mesmo endereço IP e, com isso, só é contabilizado um único visitante vindo daquele provedor, mesmo que 1.000 usuários daquele provedor tenham visitado o seu site.
Uma maneira eficiente de rastrear visitantes seria a utilização de um cookie, pequenos arquivos contendo informações únicas de cada visitante, gravadas em seu computador, e que são inseridos e lidos através do site que está sendo visitado.
Mas o cookie, dependendo de como for utilizado, gera estatísticas erradas, pois alguns sites, como oscommerce, que utilizam cookies como contadores, geram visitas falsas, pois se um mesmo visitante ficar navegando o seu site, cada refresh que ele fizer, gera um cookie, sendo portanto uma alternativa a mais e não a melhor.
O ideal é a utilização de ferramentas que já existem dentro do seu próprio provedor. A melhor e mais completa é o AWStats, que fornece o melhor relatório sobre pageview possível, dos gratuitos, lógico.
Dessa forma, a maneira mais correta de divulgar as estatísticas de um site é uma combinação do número de pageviews e o número de visitantes diferentes em um determinado período.